# 弈秋
弈秋（？—？），戰國時期齊國圍棋手，也是中國歷史上第一位文字記載的圍棋手。

## 生平
弈秋的事跡最早見於《孟子·告子》，是孟子在對齊王講述治理國家的道理時援引了弈秋的故事，故事內容大意是弈秋教授2名門徒學習圍棋，一人專心致志，認真聽講，另一人三心二意，因此圍棋水平會不如那名認真聽講的學習者。成語專心致志也是來自於這則故事。